# Cepheide
 Denne artikel bør gennemlæses af en person med fagkendskab for at sikre den faglige korrekthed.

En cepheide er en stjerne med en pulserende lysstyrke, der er afhængig af stjernens størrelse. Jo større stjernen er, jo længere varer perioden. Perioden er så fast, at man kan stille sit ur efter det, derfor er en cepheide god til at bruge som et standardlys til at beregne afstanden til dens galakse.

## Beskrivelse
Den første cepheidestjerne blev opdaget i 1784 af John Goodricke. Stjernen var nr. 4 stjerne i stjernebilledet Cepheus og hed delta-cephei, deraf navnet cepheidestjerner.
I 1912 formulerede Henrietta Swan Leavitt matematiske formler til at bestemme størrelsen og afstanden til jorden, af cepheider.
Stjernernes pulsering er meget stabil, og jo større en stjerne er, jo længere varer en periode. Pulseringen kommer af ionisering af stjernens atmosfæriske helium, der lukker lyset inde. Derefter udvider stjernen sig, og det ioniserede helium begynder, at deionisere, og lukker derved op for lyset igen. Jo større stjernen er, jo længere tid tager det for heliummet at ionisere og deionisere. Cepheider er typisk omkring 1000 til 10.000 gange stærkere end vores sol.

## Matematiske formler
Når man skal finde afstanden til en stjerne, skal man både kende den tilsyneladende størrelsesklasse ({\displaystyle m}) og den absolutte størrelsesklasse ({\displaystyle M}). Hvis man kender disse to variabler kan man finde afstanden ved hjælp af denne formel:
{\displaystyle m-M=5\log(D)-5}
Da {\displaystyle m} er den tilsyneladende størrelsesklasse og bare kan måles er den ikke noget problem at bestemme. Det er den absolutte størrelsesklasse {\displaystyle M}, som normalt er den svære at finde, men sådan er det ikke med cepheidestjerner. Den absolutte størrelsesklasse er den størrelsesklasse som en stjerne ville have hvis den lå 10 parsec fra jorden. For en cepheidestjerne er den:
{\displaystyle M=-2{,}78\log(p)-1{,}35}
Her er {\displaystyle p} perioden for stjernens pulser.